# Цецилии
Цеци́лии  (лат. Caecilii; древняя форма — Caicilios) — древнеримский влиятельный плебейский род, среди которых наиболее известна ветвь Метеллов. Первым известным представителем ветви Метеллов был консул 284 года до н. э. Луций Цецилий Метелл Дентер. У Цецилиев существовало две легендарных генеалогии: по одной из версий, они происходили от Цекула, мифического основателя города Пренесте. По другой — их предком был некто Цека (Caecas), соратник троянца Энея. Из числа других представителей рода наиболее известны следующие личности:
- Марк Цецилий Корнут (ум. после 87 до н. э.), приверженец Луция Корнелия Суллы, едва не погибший в 87 году до н. э. во время марианского террора: был спасён хитростью собственных рабов, которые дали показание, что он убит;
- Квинт Цецилий (ум. ок. 58 до н. э.), богатый римский всадник, дядя Тита Помпония Аттика (друга Цицерона), крупнейший ростовщик своего времени. Известно, что при жизни Квинт был жёстким и неуживчивым человеком, которого ненавидели в такой степени, что толпа не удержалась даже от осквернения его трупа. Несмотря на это, Аттик умел с ним ладить, и Цецилий перед смертью усыновил его, оставив ему 10 млн сестерциев;
- Квинт Цецилий Нигер (ум. после 70 до н. э.), сицилиец по происхождению. Был квестором на Сицилии при Верресе и принимал участие в его вымогательствах. Когда Марк Туллий Цицерон в 70 году до н. э. выступил обвинителем против Гая Верреса, Цецилий, по наущению последнего, потребовал, чтобы обвинение Верреса было предоставлено ему. Он хотел «вырвать» обвинение из рук оратора, чтобы затем умышленно проиграть затеянный процесс и затянуть дело до следующего года (69 до н. э.), что для Верреса было весьма выгодно. Суд выслушал речи обоих претендентов на обвинение и решил дело в пользу Цицерона, речь которого («Divinatio in Caecilium») дошла до нашего времени (она стоит на первом месте в сборнике «Веррин»);
- Луций Цецилий Руф (ум. после 49 до н. э.), сводный брат Публия Корнелия Суллы. В 63 году до н. э., будучи народным трибуном, провёл закон о смягчении приговора, вынесенного Публию Сулле в незаконном соискании должности (crimen de ambitu), который предоставлял обвиняемому возможность снова баллотироваться в сенат и продолжить cursus honorum, но в 62 году до н. э. отозвал свой законопроект. В борьбе государства с заговором Катилины Луций находился на стороне сената и Цицерона. В 57 году до н. э. он исполнял функции городского претора Рима (praetor urbanus) и поддержал предложение об отзыве Марка Туллия Цицерона из изгнания, причём, ему пришлось войти в конфликт с мятежником и демагогом Клодием. Гораздо позже, в 49 году до н. э., во время междоусобной войны, Руф, являясь, по-видимому, помпеянцем, попал в плен к Гаю Юлию Цезарю, но был им помилован. Цецилий жил ещё при Августе;
- Гай Цецилий Корнут (ум. после 56 до н. э.), плебейский трибун 61 года до н. э., приверженец сенатской «партии». В 57 году до н. э. вошёл в состав преторской коллегии, а в следующем году стал наместником Вифинии. Известно, что в 57 году он, как и предыдущий, являясь действующим претором, деятельно хлопотал о возвращении Цицерона из ссылки;
- Марк Цецилий Корнут (ум. 43 до н. э.), городской претор Рима в 43 году до н. э., остававшийся в этом году высшим представителем власти после гибели двух, павших в сражениях с Марком Антонием, действующих консулов, Авла Гирция и Гая Вибия Пансы. Когда несколько месяцев спустя Гай Юлий Цезарь Октавиан вступил в Рим, Цецилий покончил жизнь самоубийством.